# Manuel Thurnwald
Manuel Thurnwald (Vienna, 16 luglio 1998) è un calciatore austriaco, difensore del Floridsdorfer.

## Caratteristiche tecniche
È un terzino destro.

## Carriera

### Club
Cresciuto nel settore giovanile del Rapid Vienna, ha esordito in prima squadra il 3 novembre 2016 in occasione del match di UEFA Europa League pareggiato 2-2 contro il Sassuolo.

### Nazionale
Ha giocato nelle nazionali giovanili austriache Under-19, Under-20 ed Under-21.